# داگلاس بکستون
داگلاس بکستون (انگلیسی: Douglas Buxton; ۱ ژانویهٔ ۱۹۱۷ – ۱ ژانویهٔ ۱۹۸۴) قایقران قایق بادبانی اهل استرالیا بود.